# Михаил Ебелинг
Михаил Александрович Ебелинг (на руски: Михаил Александрович Эбелинг) е руски офицер, полковник. Участник в Руско-турската война (1877-1878).

## Биография
Михаил Ебелинг е роден на 6 юли 1831 г. Призхожда от финландски дворянски род. Ориентира се към военното поприще. Завършва Школа за гвардейски подпрапорщици (1852). Служи в продължение на 22 години в лейбгвардейския Павловски полк.
По време на Кримската война (1853-1856) е в състава на войските охраняващи бреговете на Балтийското крайбрежие от вероятен англо-френски десант.
Като командир на рота от лейбгвардейски Павловски полк участва в потушаването на Полското въстание (1863 – 1864). Повишен е във военно звание капитан през 1867 г. и в полковник през 1869 г. с назначение за командир на батальон в лейбгвардейски Гренадирски полк. Фигел-адютант от 1871 г. и командир на 1-ви лейбгвардейски стрелкови батальон (1874).
Участва със стрелковия батальон в Руско-турската война (1877-1878). В битката при Горни Дъбник на 12/24 октомври 1877 г. е тежко ранен. Почти до самия редут е повален от вражески куршум в крака. Бърза ампутация би спасила живота му, но лежи твърде дълго време, без възможност да бъде изтеглен. Умира от гангрена на 16 октомври в лазарета в село Чириково (Садовец). Погребан е тържествено на 18 октомври с участието на взвод от 1-ва рота и всички офицери. След няколко дни, по желание на близките му, тялото му е ексхумирано и отправено за Русия.

## Награди
- Орден „Свети Владимир“ IV степен,
- Орден „Света Анна II степен,
- Орден „Света Анна III степен,
- Орден „Свети Станислав“ II,
- Австрийски кавалерски кръст на Ордена на Франц Йосиф.[3]